# Font de l'Oriol (l'Hostal Roig)
La Font de l'Oriol és una font de l'antic terme de Sant Salvador de Toló, actualment pertanyent al municipi de Gavet de la Conca. És dins del territori de l'antic lloc de l'Hostal Roig.
Està situada a 1.085 m d'altitud, al límit nord de l'Obaga de l'Hostal Roig, al sud-est de l'Hostal Roig. És a l'extrem sud-oest del Tros de l'Oriol.